# Theodor Ratzenberger

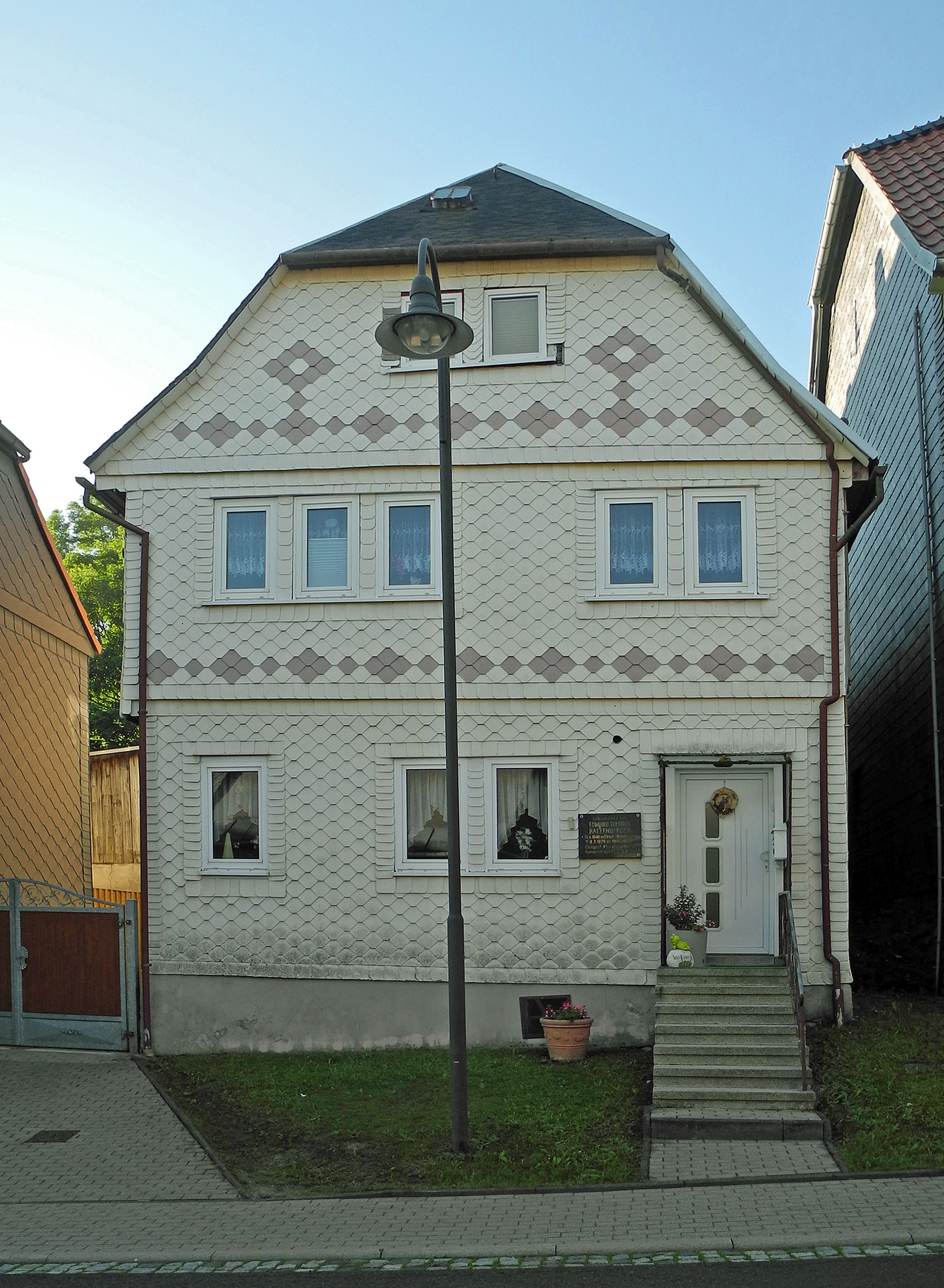
Födelseort i Grossbreitenbach

Edmund Theodor Ratzenberger, född den 11 april 1840 i Grossbreitenbach (Thüringen), död den 8 mars 1879 i Wiesbaden, var en tysk pianist. 
Ratzenberger bedrev sina pianostudier för Liszt. Han uppehöll sig 1864 i Lausanne. Ratzenberger flyttade fyra år senare till Düsseldorf, där han vistades under en följd av år och lät höra sig på flera konserter. Han bar titeln schwarzburgsk hovpianist.